# Đinh Nhật Thận
Đinh Nhật Thận (丁日慎, 1815-1866), tự: Tử Úy, hiệu: Bạch Mao Am; là danh sĩ Việt Nam thời Nguyễn.

## Tiểu sử
Đinh Nhật Thận là người xã Thanh Tiên, huyện Thanh Chương, tỉnh Nghệ An.

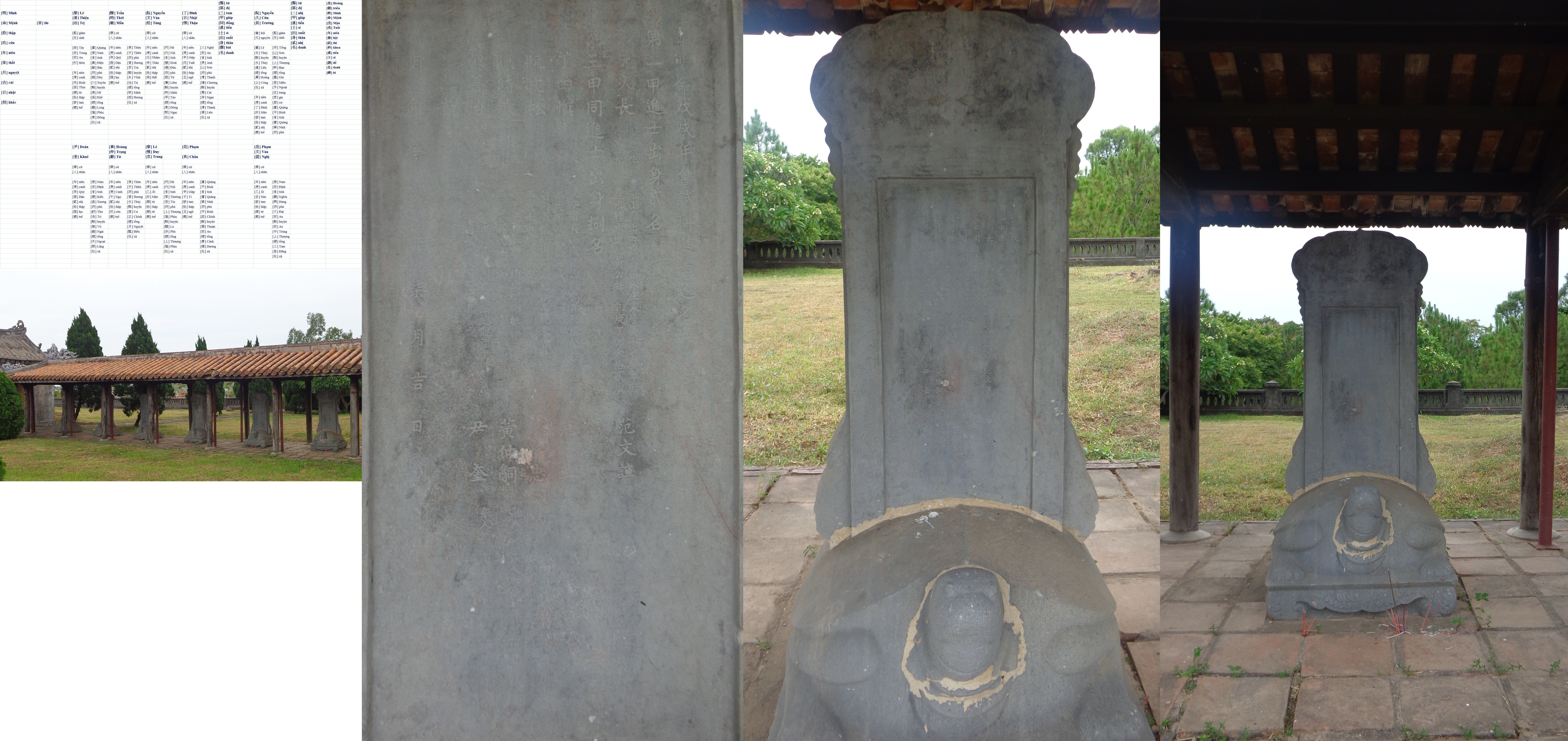
Đệ tam giáp tiến sĩ xuất thân Đinh Nhật Thận trên Bia Tiến sĩ năm Mậu Tuất (1838), đặt tại Văn Thánh Miếu Huế, bia thứ 6 nhà bia Hữu vu.

Ông nổi tiếng là người thông minh, nhớ lâu và giỏi thơ văn. Năm Mậu Tuất (1838), dưới triều vua Minh Mạng, ông đỗ Tiến sĩ, được bổ nhiệm làm Tri phủ Anh Sơn (nay là huyện Anh Sơn, tỉnh Nghệ An). Nhưng vì tính cương trực, ít lâu sau ông bị cách chức.
Năm Quý Sửu (1853), Đinh Nhật Thận được phục chức, nhưng ông cáo bệnh không ra làm quan nữa.
Ở quê nhà, ông mở trường dạy học, làm thuốc; đồng thời vận động người dân khai hoang lập ấp ở làng Thanh Liêm và làng Tiên Hội, gọi là ấp Gia Hội .
Ông là bạn thân Cao Bá Quát. Khi ông này dấy binh chống triều Nguyễn, Đinh Nhật Thận bị tình nghi có liên quan nên bị bắt giải về kinh (Huế) để xét hỏi. Ít lâu sau, ông được tha .
Trở về quê, Đinh Nhật Thận dạy học cho đến lúc mất (1866), hưởng dương 51 tuổi.

## Tác phẩm
Tác phẩm của Đinh Nhật Thận hiện còn là:
- Bạch Mao Am thi loại (Thơ phân loại của Bạch Mao Am).
- Thu dạ lữ hoài ngâm (Khúc ngâm nỗi lòng của người lữ khách trong đêm thu).

## Sự nghiệp văn chương
Trong Bạch Mao Am thi loại phần lớn là thơ thù ứng; và vì lý do nào đó khi sao chép, tập thơ này đã bị lẫn với thơ của một số người khác.
Song tác phẩm đã làm nên tên tuổi ông, đó chính là khúc Thu dạ lữ hoài ngâm, gồm 140 câu  bằng chữ Hán, thể song thất lục bát, được làm ra trong thời gian ông bị quản thúc ở Huế.
Nội dung khúc ngâm là tình thương nhớ quê và gia đình, là nỗi đau xót khi bị bắt giam cầm ở một nơi lạnh lẽo và xa lạ. Về hình thức, điểm đáng chú ý đó là tác giả làm thơ bằng chữ Hán, nhưng lại sử dụng thể song thất lục bát của dân tộc Việt. Về sau, Thu dạ lữ hoài ngâm được diễn ra chữ Nôm, vẫn theo thể thơ này, và giữ nguyên số câu (140 câu). Theo PGS. Nguyễn Thạch Giang, thì chính tác giả là người diễn ra chữ Nôm .

## Thu dạ lữ hoài ngâm (trích)
Dưới đây là mấy đoạn trích trong Thu dạ lữ hoài ngâm (bản Nôm): 
| ...Xưa ta đi liễu đang xanh tốt, Chim hoàng oanh thỏ thẻ ba câu. Bằng nay cúc đã hoa thâu, Liễu kia nghĩ cũng âu sầu vì ve. Xưa ta đi đào khoe tiếu kiểm Gió đông phong mới điểm ba hàng. Bằng nay là đã dò sương Đào non sương rụng võ vàng vì thu. Làm chi vậy buồn rầu đất khách, Ngày quán đồng mượn cách làm khuây Có đêm nương bóng phòng tây, Ba tiêu sương khóc hơi may gọi trùng. Làm chi vậy lạnh lùng quán lữ. Năm sương yên kể nửa vừa rồi Có đêm ngồi nhẫn thư trai Gió lay bên trúc, nguyệt cài trên lương . | ...Nay đứng trông vời nơi bể rộng Cánh buồm xanh tối gióng về đồn. Lòng quê đâu đã cồn cồn, Phút theo buồm vượt mấy làn sóng khơi. Ngày mai đứng trông nơi non thẳm, Một làn mây sớm ngắm trên không. Lòng quê đâu đã bồng bồng. Phút theo mây kéo mấy trùng non xa. ...Đến bao giờ cùng ngồi kể chuyện, Kể hương tình cho đến khách trung. Mà nay nào nguyệt, nào phong, Nào thơ rượu cũ biết cùng ai hay. Sầu ly biệt tuôn đầy hai mắt, Bóng hương quan xa khuất dặm ngàn. Rượu rồi ngồi dựa câu lơn, Chiêm bao tỉnh giấc đêm tàn về thu. |

## Sách tham khảo
- Hoàng Hữu Yên (chủ biên), Văn học thế kỷ XIX. Nhà xuất bản Khoa học xã hội, 2004.
- Trần Nho Thìn, mục từ "Đinh Nhật Thận" in trong Từ điển văn học (bộ mới). Nhà xuất bản Thế giới, 2004.
- Nguyễn Q. Thắng-Nguyễn Bá Thế, Từ điển nhân vật lịch sử Việt Nam. Nhà xuất bản Khoa học xã hội, 1992.